# Вміст GC

Хімічна структура ДНК, що показує як пари AT, так і пари GC

У генетиці, вміст гуаніну і цитозину (часто скорочується як «вміст ГЦ» або «вміст GC», іноді навіть як GC%) — характеристика геному будь-якого даного організма або будь-якого іншого шматка ДНК або РНК.

## Визначення вмісту GC
Зазвичай цей вміст виражається як відсоток, пропорція GC-пар основ в послідовності ДНК (РНК) молекули або генома, що розглядається. Тут G (або Г) означає гуанін, а C (або Ц) означає цитозин. Решта молекули ДНК складається з основ A (аденін) і T (тимін), таким чином, що в сумі вмісти всіх цих нуклеотидів дають 100%, (наприклад 58% вмісту GC = 42% вмісту AT). Пари GC в ДНК з'єднані трьома водневими зв'язками замість двох у парах AT. Це робить пару GC міцнішою і стійкішою до денатурації при високих температурах, і тому вміст GC може бути більшим у термофілів.

## Застосування
Вміст GC іноді використовується, щоб класифікувати організм (у таксономії). Наприклад, Actinobacteria характеризується як «бактерія з високим вмістом GC». У Streptomyces coelicolor він становить 72%. Вміст CG дріжджів (Saccharomyces cerevisiae) становить 38%, а в іншого стандартного модельного організму, резуховидки Таля (Arabidopsis thaliana) він становить 36%. Унаслідок природи генетичного коду, фактично неможливо для організму мати геном з вмістом GC близьким до 0%, або 100%. Видом з надзвичайно низьким вмістом GC є Plasmodium falciparum (GC% = ~20%). Такі організми звичайно називаються багатими на AT, а не бідними на GC, і навпаки.
В межах довгого регіону послідовності генома, гени часто характеризуються іншим вмістом GC ніж решта геному. Зокрема, екзони звичайно багаті на GC, тоді як інтрони звичайно багаті на AT. Детальніші дослідження виявили певний розподіл багатих і бідних на GC районів ДНК, хоча функція і значення такої варіації неясна.
У PCR-експериментах, температура плавлення праймерів залежить від вмісту у них GC, більш високий вміст GC означає більш високу температуру плавлення.

## Методи визначення
Вміст GC може бути виміряний декількома методами, але один з найпростіших методів — вимірювання температури плавлення ДНК за допомогою спектрофотометра. На довжині хвилі 260 нм поглинання гостро збільшується, коли дволанцюгова ДНК розпадається на окремі ланцюжки при підвищенні температури. Альтернативно, якщо молекула ДНК або РНК секвенується у процесі дослідження, вміст GC може бути точно обчислений простою арифметикою.